# 光感測器
光感測器是可以感測光或是其他電磁能量的感測器。

## 種類
- 有源像素傳感器（英语：Active-pixel sensor）（APS）是图像传感器，一般是以CMOS製程所作，一般會稱為CMOS图像传感器，常用在手機相機、網路攝影機或是一些數位單眼相機上。
- 辐射热测量计量測入射的輻射熱量，微辐射热测量计（英语：microbolometer）是特殊的感測器，會用在热成像摄像机上。
- 碲化鎘鋅（英语：Cadmium zinc telluride）輻射感測器可以在室溫下操作在直接轉換（光电导）模式，不像其他材料（例如鍺）需要用液態氮冷卻。因為碲和鎘的原子序大，對X光及伽馬射線的敏感性高，而且比闪烁体探测器的能量解析度高。
- 感光耦合元件（CCD）用在天文學、数码摄影及数字电影的影像儲存上。在1990年前，感光板（英语：photographic plate）是天文學中最常記錄影像的工具，下一代的天文儀器（像朱雀卫星）則會包括低溫粒子探測器（英语：cryogenic detectors）。
- 在實驗粒子物理學中，粒子探测器是用來追蹤及偵測基本粒子的工具。
- 感光板（英语：photographic plate）屬於化學偵測器，靠光將卤化银分解為金屬銀及卤素原子，照相顯影劑也有類似的作用。
- 低溫粒子探測器（英语：cryogenic detectors）的靈敏度夠，可以偵測單一X光、可見光或紅外線光子的能量[2]。
- 氣體離子化檢測器（英语：Gaseous ionization detectors）可以偵測能量大到足以引起氣體電離的光子及粒子。電離後的電子及離子會產生可以偵測到的電流。
- 碲鎘汞（英语：HgCdTe）紅外線偵測器，若帶有足夠能量的紅外線光子碰撞價帶的電子，使其掉到傳導帶，就可以偵測到紅外線。電子會由適當的外部讀出集成電路（ROIC）收集，轉換為電的訊號。
- 逆偏的LED可以作為光电二极管使用。
- 有些光學感測器是量子設備，利用單一的光子來產生效應。
- 有些光學感測器原理上是溫度計，只靠入射輻射的加熱效應而動作，像辐射热测量计、热释电纳米发电、高莱感測器（英语：Golay cell）、熱電偶及熱敏電阻，不過最後二個的靈敏度較低。
- 光敏电阻會依照光線強度而改變其電阻，一般是光線強度越強，其阻值越小[3]。
- 太阳能光伏或是太陽能電池在照光時，會產生電壓，輸出電流
- 光电二极管可以操作在光伏模式或光电导模式。
- 光电倍增管中含有光電發射體（英语：photocathode），照光時會發射電子，再有許多的倍增電極（英语：dynode）將電子訊號放大。
- 光电管含有光電發射體（英语：photocathode），照光時會發射電子，其電流會和光線強度成正比。
- 光感電晶體作用類似放大用的光电二极管。
- 量子点的光電導或光电二极管，可以處理在可見光或是紅外線波長範圍內的電磁波。
- 半導體探測器（英语：Semiconductor detector）可以偵測X光或伽馬射線，常作為粒子探測器。
- 矽漂移探測器（英语：Silicon drift detector）（SDD）是X光檢測器，常用在X光能譜（能量散佈分析儀，EDS）或电子显微镜（EDX）。

## 外部連結
- Fundamentals of Photonics: Module on Optical Detectors and Human Vision（页面存档备份，存于）